# Renovació Khmer
Renovació Khmer (Kanakpak Khemara Ponnakar, francès: parti de rénovation Khmère) també traduït com Renovament Khmer, va ser un partit polític nacionalista, anticomunista i regalista fundat a Cambodja el setembre de 1947. El 1955 es va convertir en un dels fonaments del moviment polític Sangkum del príncep Norodom Sihanouk.
El partit va ser important, principalment, perquè les seves figures més destacades, Lon Nol i el príncep Sisowath Sirik Matak, van liderar més tard el cop d'estat de 1970 contra Sihanouk i el règim del Sangkum.

## Història
El partit va ser format pel polític i soldat Nhiek Tioulong i pel cap de policia Lon Nol. El seu líder nominal va ser el respectat príncep Sisowath Monipong, un dels dos fills del rei Sisowath Monivong, així com un dels pretendents al ton que finalment va assumir Sihanouk el 1941. Altres membres prominents del partit van ser Chau Sen Cocsal Chhum, qui va ser conseller de Tioulong i Nol en la fundació del partit, i Chuop Hell.
El partit, conegut informalment com els "Renos", tenia un programa regalista i socialment conservador; era molt més independentista que d'altres partits conservadors similars, com ara el Partit Liberal del príncep Norodom Norindeth, i va atraure importants buròcrates i diversos membres de la família reial, així com oficials de l'exèrcit. La perspectiva del partit, gairebé feudal, emfatitzava el paper de la monarquia cambodjana a la història del món i en l'ordre postcolonial, simbolitzat per una deessa de la terra sobreimposada sobre un mapa del protectorat com a símbol electoral. Va publicar un diari, Khmera o Rénovation, publicat en versions en francès i khmer. Monipong va ser primer ministre del país en un govern d'unitat nacional entre el juny de 1950 i el febrer de 1951.
Lon Nol va liderar el partit en les eleccions de 1951, on tot i rebre un 9.1% dels vots, va aconseguir dos escons a l'Assemblea.
Tot i que el partit Renovació Khmer va tenir un limitat èxit electoral, ni Lon Nol ni Sirik Matak, que més tard es van convertir en polítics prominents, van aconseguir guanyar un escó mentre eren membres del partit; es van acabar convertint en un grup dins del Sangkum del príncep Sihnouk. Nhiek Tioulong va convertir-se en primer ministre amb el Sangkum, passant finalment a formar part dels reiaalistes de l'organització FUNCINPEC.